# Z (альбом My Morning Jacket)
| Совокупная оценка    | Совокупная оценка |
| Источник             | Оценка            |
| -------------------- | ----------------- |
| Metacritic           | 90/100            |
| Оценки критиков      |                   |
| Источник             | Оценка            |
| AllMusic             | [ 2 ]             |
| Entertainment Weekly | A−                |
| The Guardian         | [ 4 ]             |
| Los Angeles Times    | [ 5 ]             |
| Mojo                 | [ 6 ]             |
| NME                  | 9/10              |
| Pitchfork            | 7.6/10            |
| Q                    | [ 9 ]             |
| Rolling Stone        | [ 10 ]            |
| Spin                 | A−                |

Z — четвёртый студийный альбом американской рок-группы My Morning Jacket, изданный 4 октября 2005 года на лейбле ATO.

## История
Альбом вышел 4 октября 2005 года в США.
Альбом получил в целом положительные отзывы музыкальной критики и интернет-изданий.
Альбом занял высокие места по опросам критиков и вошёл в итоговые списки лучших дисков различных изданий: Pitchfork Media (№ 146 в их итоговом списке 200 лучших альбомов десятилетия нулевых 2000-х годов), In 2012, Rolling Stone (№ 457 в их итоговом списке 500 лучших альбомов всех времён 500 величайших альбомов всех времён по версии журнала Rolling Stone (The 500 Greatest Albums of All Time), также в 2012 году стал № 31 в их итоговом списке 100 лучших альбомов десятилетия нулевых 2000-х годов и № 23 среди 40 лучших альбомов.

## Музыканты
My Morning Jacket
- Tom Blankenship — бас-гитара
- Carl Broemel — гитара, саксофон (на «Dondante»)
- Patrick Hallahan — ударные
- Jim James — вокал, лид-гитара, ритм-гитара
- Bo Koster — клавишные

## Список композиций
1. «Wordless Chorus» — 4:12
2. «It Beats 4 U» — 3:46
3. «Gideon» — 3:39
4. «What a Wonderful Man» — 2:25
5. «Off the Record» (James, Tom Blankenship, Patrick Hallahan) — 5:33
6. «Into the Woods» — 5:21
7. «Anytime» — 3:56
8. «Lay Low» — 6:05
9. «Knot Comes Loose» — 4:02
10. «Dondante» — 8:01

## Чарты
| Чарт (2005)                      | Высшая позиция |
| -------------------------------- | -------------- |
| Великобритания (UK Albums Chart) | 74             |
| США (Billboard 200)              | 67             |